# Johannes Sieber
Johannes Sieber (* 20. Februar 1975) ist ein Schweizer Kulturunternehmer. Er ist Mitglied des Grossen Rates des Kantons Basel-Stadt.

## Leben und Wirken
Johannes Sieber ist Unternehmer in den Bereichen Kultur und Kommunikation. Er ist Inhaber der Kulturagentur Tepris GmbH und der Netzlabor GmbH, die auf die Entwicklung und die Betreuung von Internet-Plattformen spezialisiert ist. Er studierte Kulturmanagement und war bis 2021 im Team der universitären Weiterbildung «Studienangebot Kulturmanagement» an der Universität Basel als freier Mitarbeiter engagiert.
Mit seinem Kulturengagement «GayBasel» setzt sich Sieber seit über einem Jahrzehnt für die Sichtbarkeit der queeren Kultur in der Region Basel ein. Für dieses Engagement wurde er 2018 für den Swiss Diversity Award nominiert.
Seit 1. Februar 2021 ist er Mitglied des Grossen Rats des Kantons Basel-Stadt. Er gehört der GLP-Fraktion an und vertritt diese in der Geschäftsprüfungskommission. 2023 bis 2025 war er Vize-Präsident der Fraktion. Sein politisches Engagement fokussiert die Gesellschafts- und Kulturpolitik. So war er massgeblich an der Revision des kantonalen Gleichstellungsgesetzes beteiligt, hat ein Gesetz zum verbesserten Schutz von Whistleblowern mit auf den Weg gebracht und mit dem Musikschulgesetz die gesetzliche Grundlage für die musikalische Ausbildung von Kindern und Jugendlichen angeregt. Er ist zudem für die nationale und kantonale Medienförderung engagiert. Die erfolgreiche Bewerbung des Kantons Basel-Stadt für die Austragung des Eurovision Song Contest 2025 hat Sieber über eine Resolution im Parlament angestossen. Politisch engagiert er sich für eine offene Gesellschaft, die Kultur- und Kreativbranche und die Themen Klima, Energie und Umwelt. Seine Politik für «Kultur, Klima, Stadt & Menschen» sieht er selbst im sozialliberalen Spektrum verortet.